# Karl Eduard Meinicke
Karl Eduard Mainicke (né le 31 août 1803 à Brandebourg-sur-la-Havel et décédé le 26 août 1876 à Dresde) était un géographe prussien et un spécialiste de l'ethnographie de l'Asie et de l'Australie.
L'archipel des Meinickeøyane, au Svalbard, a été ainsi nommé en son honneur.